# Adrian Ilie
Adrian Bucurel Ilie (* 20. April 1974 in Craiova, Kreis Dolj) ist ein ehemaliger rumänischer Fußballspieler. Der Stürmer bestritt insgesamt 305 Spiele in der rumänischen Liga 1, der spanischen Primera División, der türkischen Süper Lig und der Schweizer Super League. Als Nationalspieler nahm er an der Europameisterschaft 1996, der Weltmeisterschaft 1998 und der Europameisterschaft 2000 teil. Er ist der Bruder des ehemaligen Bundesligaspielers Sabin Ilie.

## Vereinskarriere
Ilie begann seine Karriere im Jahr 1991 bei Electroputere Craiova. 1993 wechselte er zum rumänischen Topklub Steaua Bukarest, wo er dreimal in Folge die rumänische Meisterschaft gewinnen konnte. In der Winterpause der Saison 1996/97 wechselte er in die Türkei zum Spitzenverein Galatasaray Istanbul. Nach zwei für ihn nur mäßigen Saisons wechselte er nach Spanien zum FC Valencia. Zur Saison 2002/03 wechselte er für ein Jahr zu Deportivo Alavés. Im Januar 2004 kehrte er zurück in die Türkei, wo er ein Intermezzo Beşiktaş Istanbul gab. Dort lief es für ihn jedoch nicht nach Maß, sodass er bereits nach einer halben Saison den Verein Richtung FC Zürich verließ. 2005 beendete er aufgrund einer Knieverletzung seine Fußball-Karriere.
Im Jahr 2009 unternahm Ilie einen Versuch, in den Profifußball zurückzukehren. Er unterschrieb einen Vertrag beim russischen Erstligisten Terek Grosny, scheiterte aber an der medizinischen Untersuchung.

## Nationalmannschaft
Ilie spielte 55 Mal für die rumänische Fußballnationalmannschaft. Dabei gelangen ihm 13 Treffer. Er nahm mit dem Nationalteam an den Europameisterschaften 1996 und 2000 sowie an der Fußball-Weltmeisterschaft 1998 teil.

## Erfolge und Auszeichnungen

### Verein
Steaua Bukarest  (1993–1996)
- Rumänischer Meister (3): 1994, 1995, 1996
- Rumänischer Supercup-Sieger (2): 1994, 1995
- Rumänischer Pokalsieger: 1996

 Galatasaray Istanbul  (1996–1998)
- Türkischer Meister (2): 1997, 1998
- Türkischer Supercup-Sieger: 1997

 FC Valencia  (1998–2002)
- Intertoto-Cup-Sieger 1998
- Spanischer Pokalsieger: 1999
- Spanischer Supercup-Sieger: 1999
- Spanischer Meister: 2002
- Champions-League-Finalist (2): 2000, 2001

 FC Zürich  (2004–2005)
- Schweizer Pokalsieger: 2005

### Nationalmannschaft
- Europameisterschaft:  Viertelfinale 2000

### Persönliche Ehrungen
- Rumänischer Fußballer des Jahres: 1998

## Sonstiges
Nach seiner aktiven Laufbahn wurde Ilie Unternehmer. Er baute ein Hotel sowie einige Villen in Poiana Brașov. Ilie engagierte sich außerdem bei dem ehemaligen rumänischen Zweitligisten Forex Brașov. Er ist verheiratet und hat eine Tochter.